# グッド・モーニング・ブリテン (2014年のテレビ番組)
『グッド・モーニング・ブリテン（Good Morning Britain）』（『GMB』と略されることが多い）は、イギリス・ITVで放送されている朝の情報番組。2014年4月28日に初放送され、イギリス全土で平日6:00から9:00まで生放送されている。様々なニュース、インタビュー、政治、スポーツ、エンターテインメント、競技、天気のほか、ITV地域から配信されるローカルニュース放送も取り上げる。現在、スザンナ・リード、ベン・シェパード、ケイト・ギャラウェイがプレゼンターを務めている。

## 形式
マガジンスタイルの番組には、番組の冒頭とその後の各正時にヘッドラインの最新情報が含まれ、その後、ニュース、旅行/交通機関の勧告、天気を特集した15分毎に3分間の短い地域ニュース放送が3つ放送される。2020年1月6日から、最初の30分間では、ホーキンス、ギャラウェイ、またはシンがその日のヘッドラインを読み、6:30にメインアンカー2名が加わる。この形式は、新型コロナウイルス感染症のパンデミック中に一時停止されたが、同年8月31日に再開された。著名人や政治家とのインタビューのほか、時事問題についてのディスカッションを特集しており、しばしば白熱した議論が行われることで知られている。視聴者はFacebookやTwitterなどのデジタルプラットフォームを通じて番組に参加することが奨励されており、通常はアンディ・ピーターズが司会を務める、視聴者が参加できる定期的なコンテストが開催される。
天気予報はローラ・トービンが担当し、エンターテインメントと保健についてはそれぞれリチャード・アーノルドとドクター・ヒラリー・ジョーンズが担当する。

## 歴史
同名の番組は、1983年から1992年まで、平日7:00から9:00まで、土曜日朝版と共にTV-amの一部として放送された。
2014年の放送開始から2021年までエロン・ゴードンがディレクターを務めた。2021年にエロンが退任した後、スチュアート・アールが引き継いだ。

### 2014年〜2015年
『デイブレイク』の打ち切りを受けて2014年4月28日に開始し、メインプレゼンターはスザンナ・リード、ベン・シェパード、シャーロット・ホーキンス、ショーン・フレッチャーの4人で、天気予報はローラ・トービン、エンターテインメントニュースはリチャード・アーノルド、スポーツニュースはフレッチャーが担当した。
リード、シェパード、ホーキンスは全員週4日出演し、フレッチャーは毎日出演した。リードが欠席した時はホーキンスが代わりにケイト・ギャラウェイかランヴィル・シンが代理を務めた。
6月13日から7月11日まで、2014 FIFAワールドカップについて報じ、フレッチャーはブラジルからのハイライトや反応を生中継した。また、同イベントのために特別に調整されたグラフィックや音楽も使用された。
2014年9月19日、スコットランド独立住民投票を報道するために10:00まで延長され、リードとシェパードがエディンバラから生中継した。
2015年7月24日、シェパード、ギャラウェイ、トービンがバッキンガム宮殿から生中継した。
同年10月13日、ITVはピアーズ・モーガンが4月のゲストプレゼンターとしての1週間に続き、常任プレゼンターとして週3日番組に加わると発表した。

### 2016年〜2017年
2016年3月22日、ブリュッセル爆破事件の速報を取り上げるため10:30まで延長され、姉妹番組『ロレイン』と『ジェレミー・カイル・ショー』は中止となった。翌日、リードはブリュッセルから生中継で余波の様子を伝え、モーガンとホーキンスはスタジオから放送した。
同年3月25日、ITVの制作オフィスで火災が発生し、放送直前にプレゼンターとスタッフが避難した。番組の最初の30分間は代替としてスタンバイテープが再生され、その後、残りの放送時間で『ディナー・デート』が放映された。
6月24日、イギリスの欧州連合離脱是非を問う国民投票の結果を取り上げるため9:25まで延長された。
7月22日、ギャラウェイとシンが2回目の王室スペシャルをバッキンガム宮殿から生中継した。ローラ・トービンは宮殿庭園から天気予報を伝えた。
11月9日、アメリカ合衆国大統領選挙の結果を取り上げるため再び9:25まで延長され、リードとモーガンはニューヨーク市から、シンはワシントンD.C.から生中継で、ホーキンスはスタジオから放送した。
2017年1月26日、ニュースリーダー兼リリーフプレゼンターのランヴィル・シンが番組の新しい政治担当編集長として発表された。
同年3月20日、更新されたロゴ、音楽、グラフィックを特徴とする新しい外観が発売された。

### 2018年〜2019年
2018年1月26日、アメリカ合衆国大統領ドナルド・トランプとの全世界独占インタビューに焦点を当てた特別版が放送された。シェパードとギャラウェイは番組の大部分をロンドンのスタジオから放送し、モーガンは一部をスイスのダボスから生中継した。
同年4月13日、ザ・ロンドン・スタジオからの『グッド・モーニング・ブリテン』最終回が放送された。モーガンとリードは4月16日に復帰し、新しいスタジオと更新されたオープニングタイトルと共にテレビジョンセンターから初めて生放送を行った。
5月18日、ギャラウェイとシェパードはハリー王子とメーガン・マークルの結婚式を祝う特別版を放送し、ホーキンスとトービンはウィンザーから生中継した。
6月28日、ITVはサッカーワールドカップのイングランド対ベルギーの試合後に『グッド・イブニング・ブリテン（Good Evening Britain）』と題した特別版を放映し、モーガンとリードによる生の反応、討論、分析が行われた。ゲストには、パメラ・アンダーソン、ダヴィド・ジノラ、ダニー・ダイア、ジェレミー・コービンが含まれていた。
9月24日、アメリカのストリーミングサービス「BritBox」で放送を開始した。BritBoxで見られるバージョンは、その日の放送回のハイライトをフィーチャーした特別編集バージョンである。東部時間7:00に利用可能になる。
12月13日、テリーザ・メイが不信任投票で生き延びた後、リードはウェストミンスターから番組の一部を生中継し、シェパードとギャラウェイがスタジオから放送した。

### 2020年

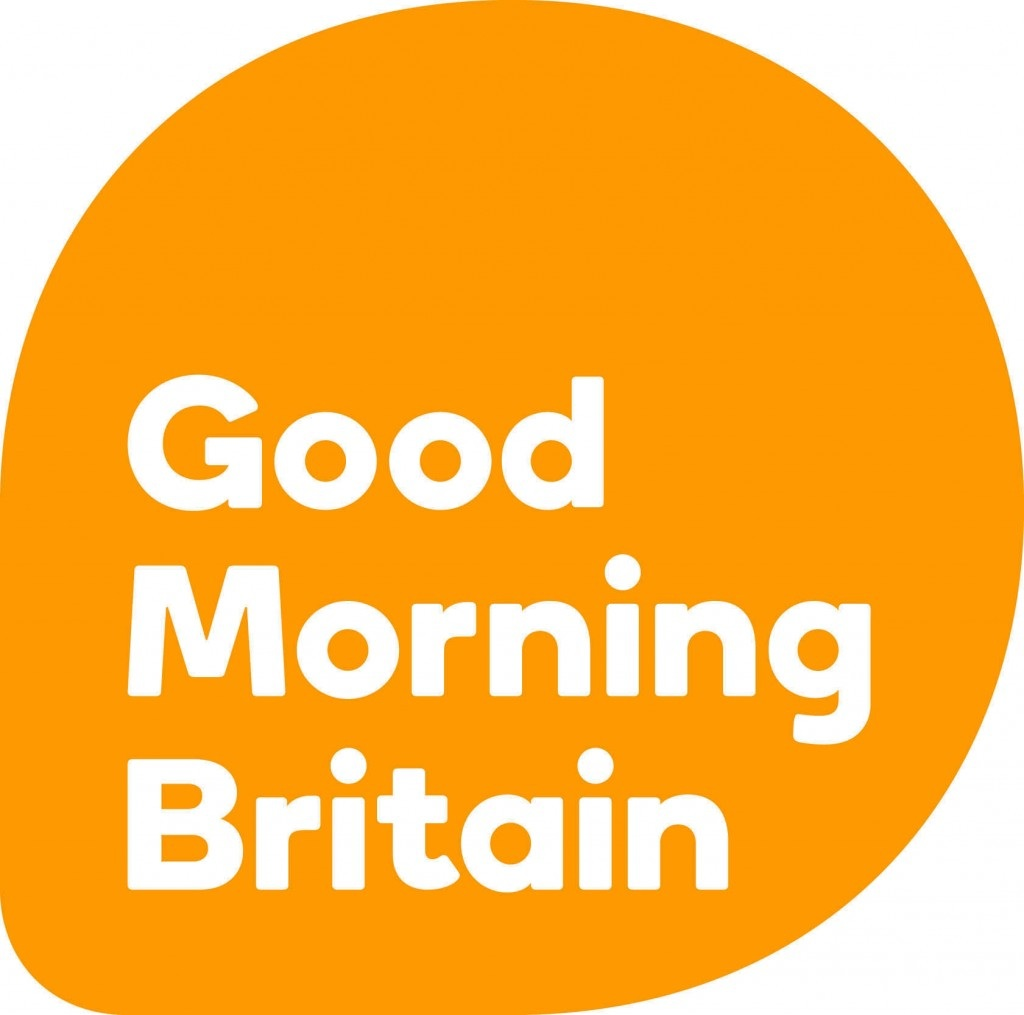
2014年から2017年まで使用されていたロゴ。

2020年1月6日、ITVデイタイムは、『ジェレミー・カイル・ショー』の打ち切りに伴い、『グッド・モーニング・ブリテン』を30分間追加放送し、新たな終了時刻を9:00にすると発表した。最初の30分間はホーキンス、ギャラウェイ、シンがその日の主要なヘッドラインを読み上げ、6:30にメインアンカーが合流する。更新されたタイトルを受け取ったが、新型コロナウイルス感染症のパンデミック中に元に戻され、プレゼンターの名前が表示された。
同年1月21日、モーガンが中国の乳製品の広告に関連して「彼はチンチャンチョンミルクを使用している（He's using ching chang chong milk）」と発言したことを受けて、人種差別だと非難され、Ofcomに1,500件以上の苦情が寄せられた。また、広告について「チン・チャン・チョ・ジョ（ching chang cho jo）」と発言した。中国人を敵視するために使用される人種差別的な言葉を使用し、中国語を嘲笑しているとして一部の視聴者から非難された。モーガンも『グッド・モーニング・ブリテン』も告発を否定した。これにより、サッカー選手のジョン・バーンズや政治家のサラ・オーウェンを含む数人の著名人が、人種差別を無視しているとしてモーガンと番組の両方を別々に批判した。この放送回はその後、放送当日にITV Hubから削除されたが、ITVは「全く無関係な理由」で削除されたと主張した。
3月17日、リードは子供の1人が新型コロナウイルス感染症の症状を示したため、自宅での自主隔離を余儀なくされたが、当時の政府のガイドラインでは、家族全員が自主隔離することが求められていた。リードはビデオリンクを通じて出演し続け、3月31日にスタジオに復帰した。
3月22日、新型コロナウイルス感染症のパンデミックを受けて、ITVは稼働可能な制作スタッフの数が減少したため、『ロレイン』と『ルーズ・ウーマン』の両方の制作を中止すると発表した。その結果、『グッド・モーニング・ブリテン』は1時間延長されて10:00という遅い時間に終了し、最後の1時間はモーガンとロレイン・ケリーが共同ホストを務めた。しかし、4月からは、保健担当編集長のヒラリー・ジョーンズから定期的に意見を聞きながら、ケリーは最後の時間を自分でホストを務めた。
5月4日から、モーガンはコロナウイルスの症状を示し、1週間欠席した。代わりにシェパードはリードと一緒に共同ホストを務めた。モーガンは5月11日に復帰した。
7月8日、モーガンとリードは夏の間6週間の長期休暇を取ることを発表し、代理としてシェパード、レイ、ホーキンス、シン、ギャラウェイ（夫のデレク・ドレイパーが新型コロナウイルス感染症で集中治療室に入ったため欠席していた）が出演した。モーガンとリードは9月1日火曜日に復帰した。
7月12日、『ロレイン』の制作が再開されることが発表され、ケリーが『グッド・モーニング・ブリテン』の最後の1時間を務めることがなくなり、その後かつての9:00の終了時間に戻ることになった。
8月13日と14日には、ショーン・フレッチャーがシャーロット・ホーキンスと共に番組の2つのバージョンを（3月以来初めて）再放送し、8月20日と21日にはアレックス・ベレスフォードがケイト・ギャラウェイとともに2つの放送回の共同ホストを務めた。
8月31日、1月から3月までの形式に戻り、モーガンとリード（6:30から）とホーキンス（6:00から）が6ヶ月ぶりに全員がスタジオに揃った。
11月2日から始まる週、アメリカ合衆国大統領選挙と、新型コロナウイルス感染症による2度目のイギリスのロックダウンのため、モーガンとリードは11月4日水曜日の結果番組を含め、1週間出演した。

### 2021年
2021年1月20日、ホーキンスは翌日から10日間の隔離を余儀なくされた。ショーン・フレッチャーがその欠席をカバーした。同年2月1日に復帰した。
2月3日、モーガンとリードは前日に肺炎と新型コロナウイルス感染症との闘いで亡くなったキャプテン・サー・トム・ムーアを追悼する特別版のホストを務めた。
3月8日、『オプラ・ウィズ・メーガン・アンド・ハリー』のインタビューがアメリカで放送された後のモーガンの発言で批判を浴びた。インタビューの中で、サセックス公爵夫人メーガン妃は「もう生きていたくない」と思った時期があったと述べた。モーガンはこれを信じず、「メーガン・マークル、彼女の言うことは一言たりとも信じない。もし彼女が天気予報を読んでくれても信じないだろう」と述べた。
インタビューがイギリスで放送された翌朝の3月9日、気象プレゼンターのアレックス・ベレスフォードがモーガンの行動について別の説明をした後、モーガンは番組を降板した。同日、危害と犯罪規定に違反した可能性があるとして、Ofcomの調査も発表された。2021年3月17日時点で57,121件の苦情が寄せられており、2003年のOfcom設立以来、番組に関する苦情としては最も多かった。
同日遅く、ITV plcは、モーガンが『グッド・モーニング・ブリテン』を「降板する時が来たと判断」し、すぐに降板する予定であると発表した。モーガンは翌日、番組での自身のコメントについて「考える時間はあった」ものの、「言論の自由」の権利を理由にメーガン妃の発言を依然として信じていないと述べた。
6月、シェパードが大怪我を負い、翌月に脚の緊急手術を余儀なくされた。3週間の回復の後、プレゼンターの職務に戻るのに適していると宣言された。
9月13日と27日には、スタジオの画面に「ブロック」を組み込んだ新しいグラフィックとタイトルが発表された。
11月25日、シリーズディレクターのエロン・ゴードン（Erron Gordon）がTalkTVに加わるため降板した。後任には代理ディレクターのスチュアート・アール（Stuart Earl）が就任した。
12月19日、ITVは、オミクロン株に対する懸念が高まる中、プレゼンターとスタッフの安全を守るため、『グッド・モーニング・ブリテン』を1時間延長して10:00という遅い時間に終了し、最後の1時間はアンディ・ピーターズ（ロレイン・ケリーの代理）がホストを務め、『グッド・モーニング・ブリテン・ウィズ・ロレイン（Good Morning Britain with Lorraine）』と題されることを認めた。
12月20日、ITVは新型コロナウイルス感染者の急増を受けてクリスマス期間後に休止されることを確認した。

### 2022年
2022年1月から、番組の形式が6:00から7:00の間に変更された。2人のメインプレゼンターが6:00（かつては6:30）に開始して主要ニュース記事を伝え、その後、その日のニュースリーダー（かつては6:00から6:30までのみプレゼンターだった）がその日の残りのニュースを伝える。天気予報とローカルニュースの概要に続いて、ゲストが朝刊をチェックする。
同年9月8日のエリザベス女王2世の死を踏まえ、9月10日土曜日と11日日曜日に2つの特別回を放送した。

### 2023年
2023年3月、マーティン・ルイスがレギュラープレゼンターになることが発表された。スザンナ・リードと共に特定の水曜日に出演する。
5月、リードとシェパードはチャールズ国王の戴冠式までの準備を記念して、ウェストミンスター寺院から生中継で土曜特別版を放送した。ギャラウェイ、ホーキンス、シンは全員、現場でリポーターを務めた。
9月4日、画面上のグラフィックが若干更新された。オープニングのタイトルと音楽はかつてのままだった。ロゴは、画面上のグラフィックの一部としては表示されなくなったが、番組全体のブランディングには依然として使用されている。

## スタジオ

### 2014年〜2018年
『グッド・モーニング・ブリテン』は、GMTVが17年間放送されていたのと同じスタジオであるザ・ロンドン・スタジオのスタジオ5から放送された。2017年2月、ITVが建物の取り壊しと再建を決定したため、番組が放送されているザ・ロンドン・スタジオが2018年から数年間閉鎖されることが発表された。また、ITVの日中の番組（『グッド・モーニング・ブリテン』『ロレイン』『ディス・モーニング』『ルーズ・ウーマン』）が、2013年3月に移転するまでBBCが使用していたBBCスタジオワークスのテレビジョンセンターのスタジオスペースに移転することも発表された。ザ・ロンドン・スタジオからの最後の番組は2018年4月13日に放送された。

### 2018年〜現在
ITVの日中の番組は2018年4月16日にテレビジョンセンターに移転し、番組はスタジオTC3を使用した。この6,390 sq ft (594 m2)のスタジオは2つに分かれており、半分は『グッド・モーニング・ブリテン』、もう半分は『ディス・モーニング』に使用される。これらは同じカメラとギャラリーを共有している。同年10月、ITVがサウス・バンクに戻らないことが発表された。

## GMBトゥデイ
『GMBトゥデイ（GMB Today）』は夏季休止中の『ロレイン』の一時的な代替番組。2017年8月21日から9月1日まで放送された。
| GMBトゥデイ   | GMBトゥデイ                                                    |
| 日付          | プレゼンター                                                   |
| ------------- | -------------------------------------------------------------- |
| 2017年8月21日 | ジェレミー・カイル ケイト・ギャラウェイ                        |
| 2017年8月22日 | ジェレミー・カイル ケイト・ギャラウェイ                        |
| 2017年8月23日 | ジェレミー・カイル ケイト・ギャラウェイ                        |
| 2017年8月24日 | リチャード・マデリー ケイト・ギャラウェイ                      |
| 2017年8月25日 | リチャード・マデリー シャーロット・ホーキンス                  |
| 2017年8月28日 | リチャード・マデリー ランヴィル・シン                          |
| 2017年8月29日 | リチャード・マデリー ランヴィル・シン                          |
| 2017年8月30日 | リチャード・マデリー ランヴィル・シン シャーロット・ホーキンス |
| 2017年8月31日 | イーモン・ホームズ ランヴィル・シン                            |
| 2017年9月1日  | イーモン・ホームズ ランヴィル・シン                            |

## 反応
『グッド・モーニング・ブリテン』は、テレビの早朝時間枠で『BBCブレックファスト』、GBニュースの『ブレックファスト・ウィズ・イーモン・アンド・イザベル（Breakfast with Eamonn and Isabel）』、Sky Newsの『ブレックファスト・ウィズ・ケイ・バーリー（Breakfast with Kay Burley）』、TalkTVの『トーク・トゥデイ（Talk Today）』と競合する。

### 栄誉
2015年にTRIC賞の3部門にノミネートされた。スザンナ・リードが「ニュースキャスター・オブ・ザ・イヤー（Newscaster of the Year）」を受賞した。
「Newscast Studio」は、番組のセットを「ベスト・インターナショナル・セット・オブ・ザ・イヤー2015（Best International Set of the Year 2015）」に選出した。
2016年のTVチョイス賞で最優秀昼間テレビ番組賞（Best Daytime TV Programme）にノミネートされたが、受賞は逃した。
2016年に『ビクトリア・ダービーシャー』と共同でピンクニュース・ブロードキャスター・オブ・ザ・イヤー賞（PinkNews Broadcaster of the Year Award）を受賞した。
2018年に全英テレビジョン賞にノミネートされたが、最終候補には残らなかった。ただし、2019年、2020年、2021年には最終候補リストに残った。
プレゼンターのピアーズ・モーガンとベン・シェパードはどちらも、2019年、2020年、2021年の全英テレビジョン賞で最優秀プレゼンター賞（Best Presenter）にノミネートされたが、2人とも2019年と2020年の最終候補には残れなかった。しかし、番組を降板してから6ヶ月後、モーガンは賞の最終候補に残ったが、アント&デックに敗れた。
2019年、刃物犯罪インタビューとトーマス・マークル（Thomas Markle）独占インタビューでBAFTA最優秀ニュース報道賞（Best News Coverage）の2部門にノミネートされたが、受賞は逃した。
2019年6月18日、第59回モンテカルロ・テレビ祭で「ゴールデンニンフ賞最優秀ライブニュース速報賞（The Golden Nymph for Best Live Breaking News）」を受賞した。